# Буковинські повітові управи
Буковинські повітові управи  (нім. K. k. Bukowiner Bezirkshauptmannschaften) — повітові органи виконавчої влади Герцогства Буковина часів Австрійської імперії.
Створені на підставі постанови міністерств внутрішніх справ, юстиції та фінансів Австрії від 19 січня 1853 р., як змішані повітові управи. Фактично розпочали свою діяльність 29 вересня 1855 р. за цісарським указом від 12 червня 1855 р. та постанови міністерства внутрішніх справ від 15 червня 1855 р. Згідно з цісарським указом від 19 травня 1868 р. перетворенні у повітові управи і розпочали діяльність 31 серпня 1868 р.
Спочатку виконували функції адміністративних та юридичних органів, починаючи з 1868 р. були органами адміністративної влади на території відповідних повітів. Керували діяльністю общинних управ, підпорядковувалися Буковинській крайовій управі. Припинили свою діяльність у листопаді 1918 р. у зв'язку з розпадом Австро-Угорщини.